# Шират ха-стикер
Шират ха-стикер (ивр. שירת הסטיקר‎, также Песнь стикеров) — песня, записанная израильской хип-хоп группой Ха-даг Нахаш.

## Информация о сингле
Текст песни Шират ха-стикер состоит из пятидесяти двух стикеров, которые в Израиле клеят на автомобили, выражая этим свою позицию. Стикеры могут говорить о религиозных или политических взглядах человека.
Текст песни был написан израильским писателем Давидом Гроссманом, который начал записывать эти надписи на машинах, а также привлёк к этому занятию родственников и друзей. Всего Давид Гроссман стал обладателем более чем 120 текстов со стикерами. Автор выбрал более пятидесяти лозунгов и срифмовал их в песню, которая получила большую популярность: всего за два месяца было продано 15 000 копий.

## Текст песни
В песне встречаются противоположные по смыслу лозунги, что придаёт ей определённую иронию. Группа Ха-даг Нахаш сняла клип на эту песню. В клипе солисты песни были одеты в одежду различных групп израильского общества (например: харедим (ультраортодоксальные иудеи), арабы, светские евреи, поселенцы); каждый персонаж исполнял определённую линию. Часто в клипе встречаются противоречия между персонажем и словами, которые он поёт. Так, например, ультраортодоксальный иудей (хареди), поёт слова про всеобщую воинскую повинность, в то время как в реальной жизни подавляющее большинство ультраортодоксальных евреев не служат в армии; солист, одетый как террорист-смертник, поёт слова «Нет арабов, нет терактов».